# Bössebacken
Bössebacken is een plaats in de gemeente Östra Göinge in het Zweedse landschap Skåne en de provincie Skåne län. De plaats heeft 71 inwoners (2005) en een oppervlakte van 18 hectare. Bössebacken wordt omringd door zowel landbouwgrond als bos en de bebouwing in de plaats bestaat vrijwel geheel uit vrijstaande huizen. De wat grotere plaats Hanaskog (ongeveer 1325 inwoners) ligt zo'n drie kilometer ten noorden van Bössebacken.

## Verkeer en vervoer
Bij de plaats loopt de Riksväg 19, ook loopt er een spoorweg iets ten westen van het dorp.